# Кино-театр.ру
«Кино-теа́тр.ру» — русскоязычный интернет-проект (веб-портал) о советских, российских и зарубежных кинофильмах, телесериалах и спектаклях, а также о кино- и театральных деятелях.

## Описание
Основан 21 июля 2006 года программистом Петром Киреевым. Главный редактор и генеральный директор портала — Жан Просянов, шеф-редактор — Ирина Тимофеева.
«Кино-театр.ру» изначально создавался как хобби для любителей кино и театра, затем перерос в информационный кинопортал и базу данных о кино и спектаклях. Первое время сайт специализировался на советском и российском кино и театре, а с 2008 года стала появляться информация о зарубежном кино. 

В 2016 году на сайте произошёл редизайн.
«Кино-театр.ру» располагает крупнейшей базой советских и российских актёров, режиссёров, деятелей киноискусства, а также являлся агрегатором онлайн-кинотеатров.
По данным LiveInternet от 2019 года, посещаемость сайта — более 13,5 млн человек в месяц, просмотров — 50—70 млн в месяц.
По данным SimilarWeb, сайт посещают 15,4 млн человек в месяц.
По данным Alexa Internet, по посещаемости сайт занимает 73-е место в России.
В 2014 году велись переговоры о продаже кинопортала холдингу АФК «Система» за 8 млн долларов.
С декабря 2015 года ведущие российские кино- и телекритики, авторы специализированных Telegram-каналов ежегодно определяют тройку лучших российских сериалов за год и обосновывают свой выбор в итоговом материале портала.